# Gardères
 Gardères  es una comuna y población de Francia, en la región de Mediodía-Pirineos, departamento de Altos Pirineos, en el distrito de Tarbes y cantón de Ossun.
Su población en el censo de 1999 era de 381 habitantes.
Está integrada en la Communauté de communes du Canton d'Ossun.

## Demografía
| 337 | 363 | 343 | 342 | 396 | 381 |
| Para los censos de 1962 a 1999 la población legal corresponde a la población sin duplicidades (Fuente: INSEE [Consultar]) |     |     |     |     |     |